# مارتین کالما
مارتین کالما (استونیایی: Martin Kaalma؛ زادهٔ ۱۴ آوریل ۱۹۷۷) بازیکن فوتبال اهل استونی بود.
از باشگاه‌هایی که در آن بازی کرده‌است می‌توان به باشگاه فوتبال پایده لینامیسکوند، باشگاه فوتبال لوادیا تالین، باشگاه فوتبال فلورا تالین، باشگاه فوتبال کورساره، باشگاه فوتبال ویلیاندی تولویک، باشگاه فوتبال نورما تالین، و باشگاه فوتبال ناروا ترانس اشاره کرد.
وی همچنین در تیم‌های ملی فوتبال زیر ۱۹ سال استونی، زیر ۲۱ سال استونی، و استونی بازی کرده‌است.